# Ордал (тауншип, Миннесота)
Ордал (англ. Aurdal) — тауншип в округе Оттер-Тейл, Миннесота, США. На 2000 год его население составило 1362 человека.

## География
По данным Бюро переписи населения США площадь тауншипа составляет 91,1 км², из которых 83,3 км² занимает суша, а 7,8 км² — вода (8,58 %).

## Демография
По данным переписи населения 2000 года здесь находились 1362 человека, 472 домохозяйства и 396 семей.  Плотность населения —  16,3 чел./км².  На территории тауншипа расположено 494 постройки со средней плотностью 5,9 построек на один квадратный километр. Расовый состав населения: 98,38 % белых, 0,51 % афроамериканцев, 0,29 % коренных американцев, 0,37 % азиатов, 0,07 % c Тихоокеанских островов и 0,37 % приходится на две или более других рас. Испанцы или латиноамериканцы любой расы составляли 0,59 % от популяции тауншипа.
Из 472 домохозяйств в 40,9 % воспитывались дети до 18 лет, в 78,2 % проживали супружеские пары, в 3,2 % проживали незамужние женщины и в 16,1 % домохозяйств проживали несемейные люди. 13,8 % домохозяйств состояли из одного человека, при том 4,4 % из — одиноких пожилых людей старше 65 лет. Средний размер домохозяйства — 2,87, а семьи — 3,17 человека.
27,9 % населения — младше 18 лет, 6,8 % — в возрасте от 18 до 24 лет, 28,0 % — от 25 до 44, 27,0 % — от 45 до 64, и 10,4 % — старше 65 лет. Средний возраст — 40 лет. На каждые 100 женщин приходилось 108,3 мужчин.  На каждые 100 женщин старше 18 приходилось 106,3 мужчин.
Средний годовой доход домохозяйства составлял 50 750 долларов, а средний годовой доход семьи —  53 068 долларов. Средний доход мужчин —  35 000  долларов, в то время как у женщин — 22 083. Доход на душу населения составил 19 747 долларов. За чертой бедности находились 1,4 % семей и 1,8 % всего населения тауншипа, из которых 0,8 % младше 18 и 8,3 % старше 65 лет.